# Parafia Pierwszych Męczenników Polski w Międzyrzeczu
Parafia pw. Pierwszych Męczenników Polski w Międzyrzeczu – rzymskokatolicka parafia w Międzyrzeczu, należąca do dekanatu Pszczew, diecezji zielonogórsko-gorzowskiej, metropolii szczecińsko-kamieńskiej.

## Historia

### Powstanie parafii
Parafia pw. Pierwszych Męczenników Polski w Międzyrzeczu została erygowana przez biskupa Adama Dyczkowskiego w 1999 r. Prowadzenie parafii powierzono księżom pallotynom (Stowarzyszenie Apostolstwa Katolickiego SAC). Wiosną 2000 r. rozpoczęto budowę kościoła parafialnego.
15 czerwca 2003 r. z okazji milenium śmierci Pięciu Braci Męczenników Dekretem Papieskiej Kongregacji Kultu Bożego i Dyscypliny Sakramentów; św. Benedykt, św. Jan, św. Mateusz, św. Izaak i św. Krystyn, zostali ogłoszeni patronami Międzyrzecza.

### Historia kultu
Pierwszi Męczennicy Polski zwani także Męczennikami Międzyrzeckimi albo Pięcioma Braćmi Męczennikami zginęli w nocy z 10 na 11 listopada 1003 r.  najprawdopodobniej  na terenie dzisiejszej wsi Święty Wojciech, nieopodal ówczesnego grodu Międzyrzecz.
Kustoszami relikwii znajdujących się w międzyrzeckim sanktuarium są Księża pallotyni.

## Miejsca święte

### Kościoły filialne
- Kościół pw. Najświętszego Serca Pana Jezusa w Gorzycy
- Kościół pw. św. Wojciecha w Świętym Wojciechu
- Kaplica pw. św. Dobrego Łotra w Areszcie Śledczym w Międzyrzeczu – posługę duszpasterską na terenie aresztu śledczego prowadzą księża pallotyni

## Zasięg parafii
Miejscowości: Gorzyca, Święty Wojciech oraz ulice i osiedla w Międzyrzeczu:

- Os. Kasztelańskie,
- Krasińskiego,
- Zachodnia,
- W. Polskiego,
- Mickiewicza,
- W. Stwosza,
- Słowackiego,
- Matejki,
- Chełmońskiego,
- Malczewskiego,
- Kopernika,
- Jagielnik

## Duszpasterze

### Proboszczowie
- od 2009 : ks. Marek Rogeński SAC
- od 2018 : ks. Michał Łobaza SAC
- od 2023 : ks. Kamil Szymczak SAC